# Club Deportivo As Pontes
El Club Deportivo As Pontes es un equipo de fútbol español de la localidad de Puentes de García Rodríguez, en la  provincia de La Coruña. Milita en la Primera futgal gallega, en el grupo 1.

## Estadio
El CD As Pontes disputa sus partidos como local en el Estadio O Poboado, con capacidad para unos 4.000 espectadores aproximadamente y con una de las mejores instalaciones deportivas de toda Galicia.

## Indumentaria
La equipación local es azul con pantalón blanco y la visitante roja con pantalón negro de marca Kappa.

## Datos del club
- Temporadas en 1.ª: 0
- Temporadas en 2.ª: 0
- Temporadas en 2.ªB: 9
- Temporadas en 3.ª: 2
- Mejor puesto en liga: 4.º (2.ªB, temporada 1991-92)
- Promociones de ascenso a 2.ª: 1 (0 ascensos)

| Temporada | Nivel | Categoría    | Puesto |
| --------- | ----- | ------------ | ------ |
| 1960-61   | 4     | Serie A      | —      |
| 1961-62   | 4     | Serie A      | —      |
| 1962-63   | 4     | Serie A      | —      |
| 1963-64   | 4     | Serie A      | —      |
| 1964/65   | 3     | 3.ª          | 15.º   |
| 1965-66   | 4     | Serie A      | —      |
| 1966/67   | 3     | 3.ª          | 12.º   |
| 1967/68   | 3     | 3.ª          | 14.º   |
| 1968/69   | 4     | Serie A      | 3.º    |
| 1969/70   | 4     | Serie A      | 11.º   |
| 1970/71   | 4     | Serie A      | 13.º   |
| 1971/72   | 4     | Serie A      | 17.º   |
| 1972/73   |       |              | ??     |
| 1973/74   | 4     | Serie A      | 18.º   |
| 1974/75   | 4     | Serie A      | 18.º   |
| 1975/76   |       |              | ??     |
| 1976/77   |       |              | ??     |
| 1977/78   |       |              | ??     |
| 1978/79   | 6     | 1.ª Regional | 5.º    |
| 1979/80   | 6     | 1.ª Regional | 14.º   |
| 1980/81   | 6     | 1.ª Regional | 12.º   |

| Temporada | Nivel | Categoría  | Puesto |
| --------- | ----- | ---------- | ------ |
| 1981/82   | 5     | Preferente | 6.º    |
| 1982/83   | 5     | Preferente | 5.º    |
| 1983/84   | 5     | Preferente | 2.º    |
| 1984/85   | 4     | 3.ª        | 17.º   |
| 1985/86   | 4     | 3.ª        | 2.º    |
| 1986/87   | 4     | 3.ª        | 1.º    |
| 1987/88   | 3     | 2.ªB       | 10.º   |
| 1988/89   | 3     | 2.ªB       | 7.º    |
| 1989/90   | 3     | 2.ªB       | 14.º   |
| 1990/91   | 3     | 2.ªB       | 13.º   |
| 1991/92   | 3     | 2.ªB       | 4.º    |
| 1992/93   | 3     | 2.ªB       | 17.º   |
| 1993/94   | 4     | 3.ª        | 3.º    |
| 1994/95   | 4     | 3.ª        | 1.º    |
| 1995/96   | 3     | 2.ªB       | 13.º   |
| 1996/97   | 3     | 2.ªB       | 15.º   |
| 1997/98   | 3     | 2.ªB       | 17.º   |
| 1998/99   | 4     | 3.ª        | 9.º    |
| 1999/00   | 4     | 3.ª        | 7.º    |
| 2000/01   | 4     | 3.ª        | 2.º    |
| 2001/02   | 4     | 3.ª        | 18.º   |

| Temporada | Nivel | Categoría  | Puesto |
| --------- | ----- | ---------- | ------ |
| 2002-03   | 5     | Preferente | 7.º    |
| 2003-04   | 5     | Preferente | 6.º    |
| 2004-05   | 5     | Preferente | —      |
| 2005/06   | 5     | Preferente | 3.º    |
| 2006/07   | 5     | Preferente | 8.º    |
| 2007/08   | 5     | Preferente | 5.º    |
| 2008/09   | 5     | Preferente | 10.º   |
| 2009/10   | 5     | Preferente | 1.º    |
| 2010/11   | 4     | 3.ª        | 10.º   |
| 2011/12   | 4     | 3.ª        | 16.º   |
| 2012/13   | 4     | 3.ª        | 6.º    |
| 2013/14   | 4     | 3.ª        | 5.º    |
| 2014/15   | 4     | 3.ª        | 14.º   |
| 2015/16   | 4     | 3.ª        | 10.º   |
| 2016/17   | 4     | 3.ª        | 18.º   |
| 2017/18   | 5     | Preferente | 3.º    |
| 2018/19   | 5     | Preferente | 1.º    |
| 2019/20   | 4     | 3.ª        | 17.º   |
| 2020/21   | 4     | 3.ª        | 10.º   |
| 2021/22   | 6     | Preferente | 8.º    |
| 2022/23   | 6     | Preferente | 16.º   |

## Palmarés
- Copa Galicia (1): 1967-68

### Trofeos amistosos
- Trofeo Ciudad de Viveiro: (4) 1984, 1995, 2009 y 2012
- Trofeo Concepción Arenal: (1) 1992